# Phaeophleospora atkinsonii
Phaeophleospora atkinsonii är en svampart som först beskrevs av Hans Sydow, och fick sitt nu gällande namn av Pennycook & McKenzie 2002. Phaeophleospora atkinsonii ingår i släktet Phaeophleospora och familjen Mycosphaerellaceae.   Inga underarter finns listade i Catalogue of Life.